# Italia '90 - Notti magiche
Italia '90 - Notti magiche è un documentario del 1991 diretto e montato da Mario Morra. Film ufficiale del campionato mondiale di calcio 1990 svoltosi in Italia dall'8 giugno all'8 luglio 1990, fu proiettato in anteprima il 27 maggio 1991 in apertura del Festival Internazionale di cinema sportivo di Torino e trasmesso su Italia 1 il 6 giugno durante il programma '90 un anno dopo. È stato distribuito all'estero col titolo Soccer Shoot-Out, narrato da Edward Woodward.

## Trama
Il film comincia con la cerimonia d'apertura della manifestazione, avvenuta a Milano l'8 giugno 1990, e con la sorprendente vittoria del Camerun contro l'Argentina di Diego Armando Maradona per 1-0 nella gara inaugurale.
Successivamente vengono mostrate le partite degli azzurri nel primo turno contro Austria, vinta per 1-0 con rete di Schillaci, Stati Uniti, vinta 1-0 con gol di Giuseppe Giannini e buona prestazione del portiere americano Tony Meola, e Cecoslovacchia (vinta 2-0 con marcature di Schillaci e Roberto Baggio).
Protagonista della prima fase del torneo è anche il portiere colombiano René Higuita, un numero 1 che poteva fare tranquillamente il numero 10 visto che andava spesso in attacco.
La sua voglia di protagonismo gli costerà cara negli Ottavi di Finale contro il Camerun, quando farà partire il contropiede di Roger Milla che segnerà il gol del 2-0, con cui gli africani passeranno il turno.
Tra le gare narrate ricordiamo l'ottavo di finale tra Brasile e Argentina, giocato a Torino e vinto da quest'ultima per 1-0 con rete decisiva di Caniggia, i Quarti di Finale vinti da Italia (battendo a Roma l'Irlanda per 1-0), Argentina (3-2 sulla Jugoslavia a Firenze dopo i rigori), Inghilterra (3-2 sul Camerun a Napoli) e Germania Ovest (1-0 sulla Cecoslovacchia a Milano).
Nell'ultima parte vengono raccontate le semifinali e le finali;
nella prima Semifinale l'Italia viene sconfitta dall'Argentina per 4-3 ai rigori (partita finita 1-1) a Napoli mentre nel secondo incontro, giocato a Torino, la Germania Ovest si prende la rivincita sull'Inghilterra, dopo la Finale persa a Wembley nel 1966, spuntandola per 4-3 ai rigori (gara terminata 1-1 d.t.s.).
Dopo la vittoria dell'Italia nella finale 3º e 4º posto a Bari contro l'Inghilterra, gara in cui i giocatori fecero vedere un buon gioco, le due tifoserie festeggiarono insieme e in maniera civile l'epilogo del Mondiale delle loro nazionali; un finale positivo che cancellò dopo cinque anni la Strage dell'Heysel.
Argentina e Germania Ovest si contendono la Coppa del Mondo come quattro anni prima a Città del Messico; la partita è una delle più brutte finali nella storia della manifestazione; due espulsi nelle file argentine per falli antisportivi, più calci agli avversari che al pallone.
L'episodio decisivo si verifica al minuto 84; Rudi Völler cade in area e l'arbitro messicano Edgardo Codesal Méndez, in mezzo alle polemiche dei calciatori sudamericani, concede il rigore ai tedeschi.
Sul dischetto si presenta l'interista Brehme che calcia la palla in rete e porta in vantaggio la Germania Ovest, che vincerà l'incontro con questo risultato e conquisterà, per la terza volta nella sua storia, il titolo di Campione del Mondo, mentre per Maradona sfuma il sogno di bissare il successo ottenuto nel 1986.

## Gare narrate
| Gara               | Squadra 1      | Squadra 2           | Risultato                 | Note               |
| ------------------ | -------------- | ------------------- | ------------------------- | ------------------ |
| 1º Turno, Gruppo B | Argentina      | Camerun             | 0-1                       | Partita inaugurale |
| 1º Turno, Gruppo A | Italia         | Austria             | 1-0                       |                    |
| 1º Turno, Gruppo A | Italia         | Stati Uniti         | 1-0                       |                    |
| 1º Turno, Gruppo A | Italia         | Cecoslovacchia      | 2-0                       |                    |
| 1º Turno, Gruppo B | Argentina      | Unione Sovietica    | 2-0                       |                    |
| 1º Turno, Gruppo C | Brasile        | Svezia              | 2-1                       |                    |
| 1º Turno, Gruppo C | Brasile        | Costa Rica          | 1-0                       |                    |
| 1º Turno, Gruppo C | Brasile        | Scozia              | 1-0                       |                    |
| 1º Turno, Gruppo D | Germania Ovest | Jugoslavia          | 4-1                       |                    |
| 1º Turno, Gruppo D | Germania Ovest | Emirati Arabi Uniti | 5-1                       |                    |
| 1º Turno, Gruppo D | Germania Ovest | Colombia            | 1-1                       |                    |
| 1º Turno, Gruppo F | Inghilterra    | Egitto              | 1-0                       |                    |
| 1º Turno, Gruppo F | Irlanda        | Paesi Bassi         | 1-1                       |                    |
| Ottavi di finale   | Camerun        | Colombia            | 2-1 (d.t.s.)              |                    |
| Ottavi di finale   | Brasile        | Argentina           | 0-1                       |                    |
| Ottavi di finale   | Germania Ovest | Paesi Bassi         | 2-1                       |                    |
| Ottavi di finale   | Irlanda        | Romania             | 5-4 (d.c.r.) 0-0 (d.t.s.) |                    |
| Ottavi di finale   | Italia         | Uruguay             | 2-0                       |                    |
| Ottavi di finale   | Inghilterra    | Belgio              | 1-0 (d.t.s.)              |                    |
| Quarti di finale   | Irlanda        | Italia              | 0-1                       |                    |
| Quarti di finale   | Cecoslovacchia | Germania Ovest      | 0-1                       |                    |
| Quarti di finale   | Camerun        | Inghilterra         | 2-3 (d.t.s.)              |                    |
| Semifinale         | Argentina      | Italia              | 4-3 (d.c.r.)1-1 (d.t.s.)  |                    |
| Semifinale         | Germania Ovest | Inghilterra         | 4-3 (d.c.r.) 1-1 (d.t.s.) |                    |
| Finale 3º posto    | Italia         | Inghilterra         | 2-1                       |                    |
| Finale 1º posto    | Argentina      | Germania Ovest      | 0-1                       |                    |